# Berane (kommun)
Berane (serbiska: Општина Беране, Беране) är en kommun i Montenegro. Den ligger i den östra delen av landet. Antalet invånare är 11 073. Arean är 717 kvadratkilometer.
Terrängen i Berane är kuperad åt nordost, men åt sydväst är den bergig.
Följande samhällen finns i Berane:
- Berane
- Beran Selo